# Pseudobrachysticha
Pseudobrachysticha är ett släkte av steklar. Pseudobrachysticha ingår i familjen hårstrimsteklar.
Kladogram enligt Catalogue of Life:
| Pseudobrachysticha | \| \| Pseudobrachysticha indica \| \| \| \| \| \| Pseudobrachysticha semiaurea \| \| \| \| |
|                    | \| \| Pseudobrachysticha indica \| \| \| \| \| \| Pseudobrachysticha semiaurea \| \| \| \| |
|                    | Pseudobrachysticha indica                                                                  |
|                    |                                                                                            |
|                    | Pseudobrachysticha semiaurea                                                               |
|                    |                                                                                            |